# Horror Writers Association
Horror Writers Association (HWA) (cu sensul de Asociația Scriitorilor de Literatură de Groază) este o organizație mondială non-profit de scriitori și editori profesioniști  dedicați promovării literaturii de fantezie întunecată și de groază. 

## Prezentare
HWA a fost formată în 1985 de cei mai buni scriitori și editori  din domeniu, inclusiv Joe R. Lansdale, Robert McCammon și Dean Koontz. Cu toate acestea nu a fost fondată oficial până în 1987; anul în care a fost acordat pentru prima dată Premiul Bram Stoker. Grupul a fost inițial numit "HOWL" (Horror and Occult Writers League, cu sensul de Liga scriitorilor de groază și ocultism), apoi a fost redenumit ca Horror Writers of America, cu sensul de Scriitori de literatură de groază din America.  HWA are în prezent membri  în întreaga America de Nord, Europa, Australia, Africa de Sud, Rusia și Asia, ceea ce a dus la numele actual al organizației.   

## Președinți
- Lisa Morton (2014–prezent)
- Rocky Wood (2010–2014)[4]
- Deborah LeBlanc (2006–2010)
- Gary A. Braunbeck (2005–2006)
- Joseph Nassise (2002–2005)
- David Niall Wilson (2001–2002)
- Richard Laymon (2000–2001)
- S.P. Somtow (1998–2000)
- Janet Berliner (1997–1998)
- Brian Lumley (1996–1997)
- Lawrence Watt-Evans (1994–1996)
- Dennis Etchison (1992–1994)
- Craig Shaw Gardner (1990–1992)
- Chelsea Quinn Yarbro (1988–1990)
- Charles L. Grant (1987–1988)
- Dean R. Koontz (1986–1987)